# 1970-es labdarúgó-világbajnokság-selejtező (CAF)
Az 1970-es labdarúgó-világbajnokság selejtezőjének CAF-zónájában összesen 13 nemzet versenyzett az 1 világbajnoki helyért. Guinea és Zaire visszalépett , így végül 11 csapat vett részt a selejtezőkben.

## Lebonyolítás
- Első forduló: a 11 csapatot összepárosították, és oda-visszavágós alapon döntötték el a továbbjutó helyek sorsát. Ghána játék nélkül jutott be a második fordulóba.
- Második forduló: a továbbjutó csapatok ugyanúgy egyenes kieséses rendszerben kerültek összepárosításra és a párharcok győztesei bejutottak a következő fordulóba.
- Harmadik forduló: A 3 legjobb csapat került be, ahol egyenes kieséses rendszerben, oda-visszavágós alapon, hazai pályán és idegenben is megmérkőztek és a győztes kijutott az 1970-es világbajnokságra.

## Első forduló
| 1. csapat | Össz.Tooltip Aggregate score | 2. csapat | 1. mérk. | 2. mérk.   | 3. mérk. |
| --------- | ---------------------------- | --------- | -------- | ---------- | -------- |
| Zambia    | 6–6                          | Szudán    | 4–2      | 2–4 (h.u.) |          |
| Marokkó   | 4–2                          | Szenegál  | 1–0      | 1–2        | 2–0      |
| Algéria   | 1–2                          | Tunézia   | 1–2      | 0–0        |          |
| Nigéria   | 4–3                          | Kamerun   | 1–1      | 3–2        |          |
| Líbia     | 3–5                          | Etiópia   | 2–0      | 1–5        |          |
| Ghána     | Játék nélkül                 |           | —        |            |          |

| 1968. október 27. |

| Zambia                                  | 4–2         | Szudán                |
| --------------------------------------- | ----------- | --------------------- |
| Kapengwe 14' 56' Kaposa 58' Makwaza 83' | Jegyzőkönyv | Babiker Santo 26' 30' |

| Dag Hammarskjöld Stadion, Ndola Nézőszám: 11 714 Játékvezető: Philippe Mutombo (zairei) |

| 1968. november 8. |

| Szudán                                                             | 4–2 (h. u.) | Zambia                   |
| ------------------------------------------------------------------ | ----------- | ------------------------ |
| Abdel Kafi El-Sheikh 38' Ismaeil Bakhit 76' 81' Babiker Santo 114' | Jegyzőkönyv | Chitalu 22' Kapengwe 96' |

| Kartúm Stadion, Kartúm Nézőszám: 17 083 Játékvezető: Ali Kandíl (UAE) |

A második mérkőzésen szerzett több góljának köszönhetően Szudán jutott a második fordulóba.
| 1968. november 3. |

| Marokkó      | 1–0         | Szenegál |
| ------------ | ----------- | -------- |
| Benkhríf 72' | Jegyzőkönyv |          |

| V. Mohammed Stadion, Casablanca Nézőszám: 22 582 Játékvezető: José María Ortiz de Mendíbil (spanyol) |

| 1969. január 5. |

| Szenegál           | 2–1         | Marokkó    |
| ------------------ | ----------- | ---------- |
| Diéme 26' Diop 32' | Jegyzőkönyv | Akesbi 14' |

| Demba Diop Stadion, Dakar Nézőszám: 11 487 Játékvezető: Mamadou Mabel Ba Diarra (mali) |

Összesítésben 2–2-re végeztek a felek, ezért egy mindent eldöntő harmadik mérkőzésre került sor semleges pályán.
| 1968. február 13. |

| Marokkó                 | 2–0         | Szenegál |
| ----------------------- | ----------- | -------- |
| Bámúsz 54' Hafnaoui 60' | Jegyzőkönyv |          |

| Estadio Insular, Las Palmas Nézőszám: 7924 Játékvezető: Gaspart Pintado Viu (spanyol) |

Marokkó jutott a második fordulóba.
| 1968. november 17. |

| Algéria                  | 1–2         | Tunézia          |
| ------------------------ | ----------- | ---------------- |
| Amirouche 29' (11-esből) | Jegyzőkönyv | Chakroun 72' 80' |

| 1955. augusztus 20. Stadion, Algír Nézőszám: 13 419 Játékvezető: Roger Barde (francia) |

| 1968. december 29. |

| Tunézia | 0–0         | Algéria |
| ------- | ----------- | ------- |
|         | Jegyzőkönyv |         |

| El Menzah Stadion, Tunisz Nézőszám: 36 814 Játékvezető: Fabio Monti (olasz) |

Tunézia jutott a második fordulóba.
| 1968. december 7. |

| Nigéria         | 1–1         | Kamerun   |
| --------------- | ----------- | --------- |
| Aghoghovbia 47' | Jegyzőkönyv | Owona 69' |

| Surulere Stadion, Lagos Nézőszám: 7201 Játékvezető: Philip Robinson (libériai) |

| 1968. december 22. |

| Kamerun              | 2–3         | Nigéria                        |
| -------------------- | ----------- | ------------------------------ |
| Ayo ?' Bassanguen ?' | Jegyzőkönyv | Ofuokwu ?' Anieke ?' Oshode ?' |

| Akwa Stadion, Douala Nézőszám: 6988 Játékvezető: Joseph Blanchard Angaud (kongói) |

Nigéria jutott a második fordulóba.
| 1969. január 26. |

| Líbia                    | 2–0         | Etiópia |
| ------------------------ | ----------- | ------- |
| Al-Jahani 22' Koussa 49' | Jegyzőkönyv |         |

| Június 11. Stadion, Tripoli Nézőszám: 5687 Játékvezető: Mohamed Diab El-Attar (EAK) |

| 1969. február 9. |

| Etiópia                                 | 5–1         | Líbia       |
| --------------------------------------- | ----------- | ----------- |
| Germa 1' 85' Feseha 11' Geremew 77' 84' | Jegyzőkönyv | Ben Soed ?' |

| Hailé Szelasszié Stadion, Addisz-Abeba Nézőszám: 6759 Játékvezető: Ahmed El-Kholy (EAK) |

Nigéria jutott a második fordulóba.

## Második forduló
| 1. csapat | Össz.Tooltip Aggregate score | 2. csapat | 1. mérk. | 2. mérk. |
| --------- | ---------------------------- | --------- | -------- | -------- |
| Tunézia   | 2–21                         | Marokkó   | 0–0      | 0–0      |
| Etiópia   | 2–4                          | Szudán    | 1–1      | 1–3      |
| Nigéria   | 3–2                          | Ghána     | 2–1      | 1–1      |

1 Két mérkőzést követően döntetlenre álltak a felek, ezért semleges helyszínen játszottak egy harmadik mérkőzést, ami 2–2-re végződött, majd éremfeldobást követően Marokkót hozták ki győztesnek és jutott be a következő fordulóba.
| 1968. április 27. |

| Tunézia | 0–0         | Marokkó |
| ------- | ----------- | ------- |
|         | Jegyzőkönyv |         |

| El Menzah Stadion, Tunisz Nézőszám: 26 706 Játékvezető: Michel Kitabdjian (francia) |

| 1969. május 18. |

| Marokkó | 0–0 (h. u.) | Tunézia |
| ------- | ----------- | ------- |
|         | Jegyzőkönyv |         |

| V. Mohammed Stadion, Casablanca Nézőszám: 20 000 Játékvezető: Juan Gardeazabal (spanyol) |

Összesítésben 0–0-ra végeztek a felek, ezért egy mindent eldöntő harmadik mérkőzésre került sor semleges pályán.
| 1969. június 13. |

| Marokkó                 | 2–2 (h. u.) | Tunézia              |
| ----------------------- | ----------- | -------------------- |
| Hánúszí 27' Dzsarir 53' | Jegyzőkönyv | Chaïbi 3' Cheman 87' |

| Stade Municipal, Marseille Nézőszám: 4185 Játékvezető: Michel Kitabdjian (francia) |

A harmadik mérkőzésükön is döntetlenre végeztek a csapatok. a pénzfeldobásnak köszönhetően Marokkó jutott a harmadik fordulóba.
| 1969. május 4. |

| Etiópia      | 1–1         | Szudán               |
| ------------ | ----------- | -------------------- |
| Mengistu 79' | Jegyzőkönyv | Hasabu El Sagheir 9' |

| Hailé Szelasszié Stadion, Addisz-Abeba Nézőszám: 9015 Játékvezető: Mohamed Touati (tunéziai) |

| 1968. május 11. |

| Szudán                      | 3–1 (h. u.) | Etiópia   |
| --------------------------- | ----------- | --------- |
| Gagarin 20' 60' Jagdoul 80' | Jegyzőkönyv | Asfaw 65' |

| Kartúm Stadion, Kartúm Nézőszám: 22 373 Játékvezető: Ali Kandíl (UAE) |

Szudán jutott a harmadik fordulóba.
| 1969. május 10. |

| Nigéria                | 2–1         | Ghána      |
| ---------------------- | ----------- | ---------- |
| Imasuen 62' Oshode 64' | Jegyzőkönyv | Ankrah 18' |

| Szabadság Stadion, Ibadan Nézőszám: 25 118 Játékvezető: Youssou N'Diaye (szenegáli) |

| 1969. május 18. |

| Ghána   | 1–1         | Nigéria   |
| ------- | ----------- | --------- |
| Ola 41' | Jegyzőkönyv | Garba 19' |

| Accra Sport Stadion, Accra Nézőszám: 22 386 Játékvezető: Tiedro Cy-Nahounou (elefántcsontparti) |

Nigéria jutott a harmadik fordulóba.

## Harmadik forduló
| Hely. | Csapat  | M | Gy | D | V | G+ | G– | Gk | P |                                      |     | Marokkó | Nigéria | Szudán |
| ----- | ------- | - | -- | - | - | -- | -- | -- | - | ------------------------------------ | --- | ------- | ------- | ------ |
| 1.    | Marokkó | 4 | 2  | 1 | 1 | 5  | 3  | +2 | 5 | Kijutott az 1970-es világbajnokságra |     | —       | 2–1     | 3–0    |
| 2.    | Nigéria | 4 | 1  | 2 | 1 | 8  | 7  | +1 | 4 |                                      |     | 2–0     | —       | 2–2    |
| 3.    | Szudán  | 4 | 0  | 3 | 1 | 5  | 8  | −3 | 3 |                                      | 0–0 | 3–3     | —       |        |

| 1969. szeptember 13. |

| Nigéria      | 2–2         | Szudán                             |
| ------------ | ----------- | ---------------------------------- |
| Okoye 7' 30' | Jegyzőkönyv | Abbas 33' Jadallah Kheirelseid 43' |

| Szabadság Stadion, Ibadan Nézőszám: 20 651 Játékvezető: Ourabah Mohandi (algériai) |

| 1969. szeptember 21. |

| Marokkó                  | 2–1         | Nigéria   |
| ------------------------ | ----------- | --------- |
| el-Fílalí 50' Farasz 63' | Jegyzőkönyv | Lawal 53' |

| V. Mohamed Stadion, Casablanca Nézőszám: 3600 Játékvezető: Roger Machin (francia) |

| 1969. október 3. |

| Szudán                                   | 3–3         | Nigéria                      |
| ---------------------------------------- | ----------- | ---------------------------- |
| Abbas 33' Awad Koka 70' Bushra Wahba 84' | Jegyzőkönyv | Okoye 49' Ineh 55' Opone 72' |

| Kartúm Stadion, Kartúm Nézőszám: 26 502 Játékvezető: Aurelio Angonese (olasz) |

| 1969. október 10. |

| Szudán | 0–0         | Marokkó |
| ------ | ----------- | ------- |
|        | Jegyzőkönyv |         |

| Kartúm Stadion, Kartúm Nézőszám: 18 020 Játékvezető: Ali Kandíl (UAE) |

| 1969. október 26. |

| Marokkó                       | 3–0         | Szudán |
| ----------------------------- | ----------- | ------ |
| el-Fílalí 41' Dzsarir 76' 86' | Jegyzőkönyv |        |

| V. Mohamed Stadion, Casablanca Nézőszám: 19 600 Játékvezető: George Lamptey (ghánai) |

| 1969. november 8. |

| Nigéria                        | 2–0         | Marokkó |
| ------------------------------ | ----------- | ------- |
| Lawal 67' (11-esből) Okoye 82' | Jegyzőkönyv |         |

| Szabadság Stadion, Ibadan Nézőszám: 11 156 Játékvezető: Seyoum Tarekegn (etióp) |

## Kijutott csapatok
Az alábbi csapat jutott ki a CAF-zónából az 1970-es labdarúgó-világbajnokságra.
| Csapat  | Kijutás               | Kijutás dátuma    | Korábbi részvételek a világbajnokságon |
| ------- | --------------------- | ----------------- | -------------------------------------- |
| Marokkó | A 3. forduló győztese | 1969. október 26. | 0 (debütálás)                          |